# وصي محمد قريشي
وصي محمد قريشي (2 أكتوبر 1957 - 15 ديسمبر 2011) هو رئيس الحركة الدولية الروحية انجمن سرفروشان الإسلام. وتم تعيينه من قبل رياض أحمد جوهر شاهي مؤسس الحركة الدولية الروحية انجمن سرفروشان الإسلام في 1996م ويجري رئيس الحركة الدولية الروحية انجمن سرفروشان الإسلام. ونجح محمد عارف ميمون (الراحل)، الذين ظلوا الطرف لأكثر من عقد من الزمان.
وصي محمد قريشي حاصل على الماجستير في الدراسات الإسلامية من جامعة السند. وهو واحد من الخمسة الأوائل الذين اتبعوا رياض أحمد جوهر شاهي، الذين كانوا أول من انضم إلى جوهر شاهي والمعروفين باسم الأعضاء المؤسسين للحركة الدولية الروحية انجمن سرفروشان الإسلام.

## أوائل الحياة
وقال أنه في عام 1980 انضم إلى الحركة الدولية الروحية انجمن سرفروشان الإسلام وكما قال الأمين العام للحركة الدولية الروحية انجمن سرفروشان الإسلام: له أن يعمل في مختلف القدرات بما في ذلك الأمين العام، منسق البرنامج، المسؤول عن اللجنة الإعلامية المركزية، والمسؤول في الأمانة الدولية للحركة، صوت رئيس الحركة، رئيس سرفروش نشر باكستان. ونتيجة لذلك، تم تعيينه رئيساً للحركة في عام 1996.

## روابط الخارجية
- - البوابة الالكترونية للحركة الدولية الروحية انجمن سرفروشان الإسلام 
  - البوابة الالكترونية للجوهر شاهي